# 날염

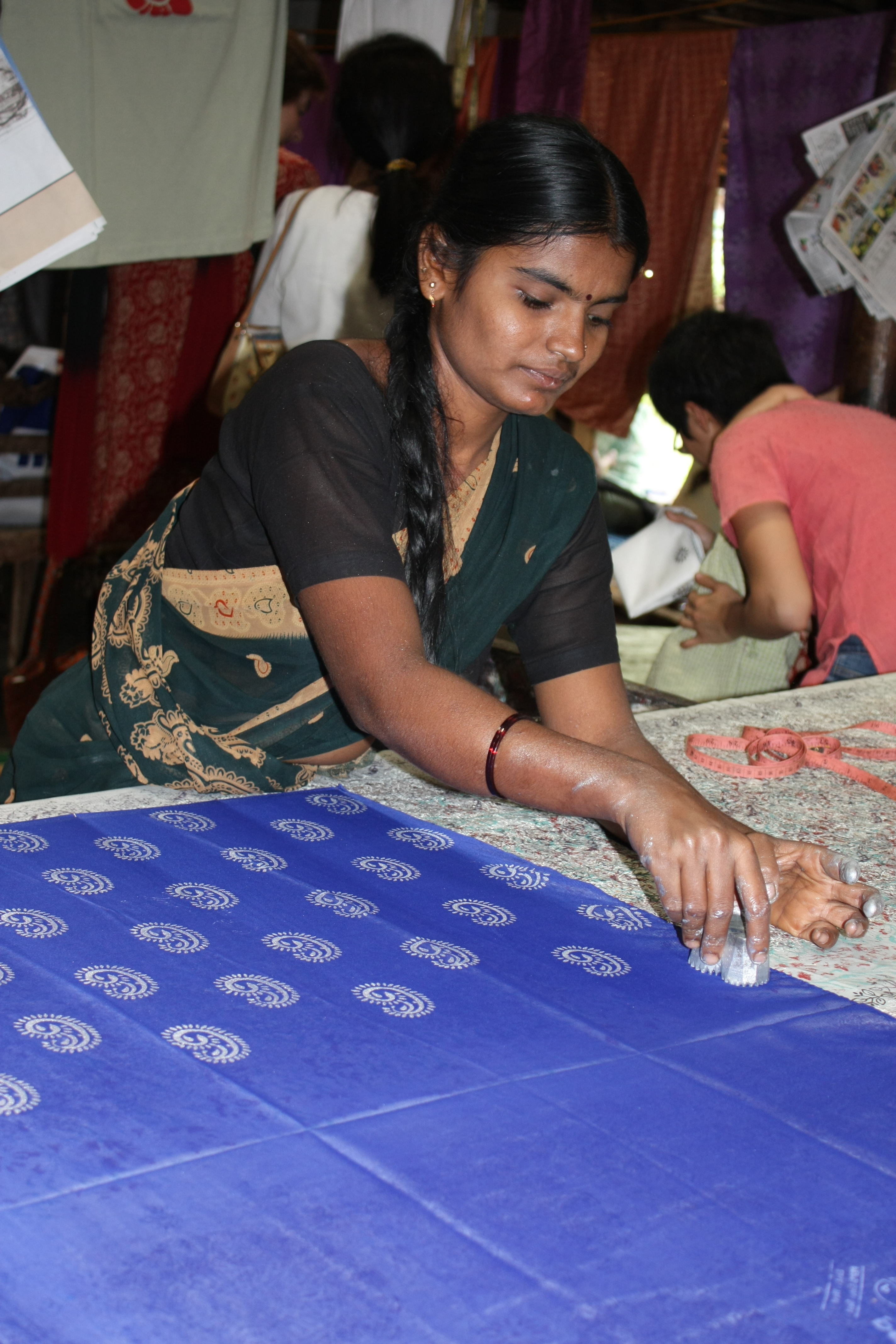

날염(捺染, textile printing)은 염료 또는 안료 등에 호료 또는 합성 수지를 혼합하여 피염물의 표면에 부분적으로 인날하여 여러 종류의 무늬를 염색하는 것을 말한다.

## 손날염
대량의 원단에 신속하게 날염할 수 있는 반면에 손날염은 형지 날염이나 블록 날염 등의 기초적인 날염으로 공예 염색에 널리 쓰인다.
- 형지 날염: 종이나 금속판, 장판지, 삽지, 필름지 등으로 본을 떠서 천 위에 올려놓고 색풀의 베김 염색을 하는 기법이다. 색풀은 직접 염료(시리야스)를 혼합하는데, 주걱으로 본 위에 바르기를 한 다음 열을 가하면 천에 염착된다.
- 블록 날염: 대량 생산을 위한 고전 기법으로서, 직물과 같은 무늬를 연속적으로 넣고자 했을 때 사용했던 방법이다.

## 기계날염
작업을 신속하게 처리하거나 많은 양의 천을 생산하기 위해 기계를 사용하여 다량 생산하는 기법으로, 주행식 스크린 날염, 자동 스크린 날염, 로터리 스크린 날염, 롤러 날염 등이 있다.

## 같이 보기
- 바틱
- 실크 스크린
- 목판 인쇄